# Theridion linzhiense
Theridion linzhiense är en spindelart som beskrevs av Hu 200. Theridion linzhiense ingår i släktet Theridion och familjen klotspindlar. Inga underarter finns listade i Catalogue of Life.